# Воробьёвское сельское поселение (Смоленская область)
Воробьёвское сельское поселение — упразднённое муниципальное образование в составе Демидовского района Смоленской области России.
Административный центр — деревня  Корево. На территории поселения находились  17 населённых пунктов.
Образовано Законом Смоленской области от 28 декабря 2004 года. Упразднено Законом Смоленской области от 28 мая 2015 года с включением всех входивших в него населённых пунктов в Заборьевское сельское поселение

## Географические данные
- Общая площадь: 102,1 км²
- Расположение: восточная часть Демидовского района
- Граничит:
  - на севере — с Слободским сельским поселением и Пржевальским городским поселением
  - на востоке — с Духовщинским районом
  - на юге — с  Шаповским сельским поселением
  - на юго-западе— с Заборьевским сельским поселением
  - на западе — с   Закустищенским сельским поселением
  - на северо-западе — с  Баклановским сельским поселением
- По территории поселения проходит автомобильная дорога  Пржевальское — Демидов
- Крупная река: Половья, озёра: Сапшо, Городище. Часть поселения находится на территории национального парка Смоленское поозёрье.

## Населённые пункты
В состав поселения входят следующие населённые пункты:
- Деревня Корево — административный центр
- Боровики, деревня
- Воробьи, деревня
- Воробьи, посёлок
- Выставка, деревня
- Городище, деревня
- Зальнево, деревня
- Игнатенки, деревня
- Ксты, деревня
- Лужок, деревня
- Маклаково, деревня
- Никитенки, деревня
- Покровское, деревня
- Праники, деревня
- Тиновка, деревня
- Тверды, деревня
- Шусты, деревня

Общая численность населения — 261 человек.